# 鈴木辰雄
鈴木 辰雄(すずき たつお、1928年（昭和3年）2月22日 - 1995年（平成7年）6月10日)は、日本の銀行家。羽後銀行頭取、北都銀行初代頭取。

## 来歴・人物
秋田県秋田市出身。 福島経済専門学校卒業後、当時の羽後銀行に入行。
1988年、代表取締役会長に退いた塩田雄次の後継として、頭取に昇格した。
1993年4月、羽後銀行と秋田あけぼの銀行の合併によって発足した北都銀行初代頭取に就き、行内融和の陣頭指揮を執ったほか、バドミントンチームを作り全国レベルまで育成した。また、秋田県バドミントン協会会長となり、競技の普及にも尽力した。
1994年秋に体調を崩し、翌年5月の創業百周年記念式典には、病をおして出席。「不屈の信念と情熱をもって前進しよう」が最後の訓示となってしまった。
1995年6月10日、入院先の秋田大学医学部附属病院において慢性呼吸不全で逝去。享年67。

## 略歴
- 1947年（昭和22年） - 福島経済専門学校卒業後、羽後銀行入行。
  - 以降、人事部長、仙台支店長、本店営業部長等を歴任。
- 1970年（昭和45年）- 取締役人事部長委嘱。
- 1973年（昭和48年）- 常務取締役。
- 1979年（昭和54年）- 専務取締役。
- 1988年（昭和63年）- 頭取。
- 1993年（平成5年） - 合併、北都銀行頭取。
- 1995年（平成7年） - 逝去。